# زبيغنيو كازماريك
زبيغنيو كازماريك (بالبولندية: Zbigniew Kaczmarek)‏ (و. 1962 – م) هو لاعب كرة قدم، ورباع، ومدرب كرة قدم، من بولندا.

## روابط خارجية
- زبيغنيو كازماريك على موقع قاعدة بيانات كرة القدم.إي يو (الإنجليزية)
- زبيغنيو كازماريك على موقع ناشيونال فوتبول تيمز (الإنجليزية)
- زبيغنيو كازماريك على موقع عالم كرة القدم.نت (الإنجليزية)